# TV Land Award
De TV Land Award is een Amerikaanse prijs die sinds 2003 jaarlijks wordt uitgereikt aan verschillende shows en series die op televisie zijn verschenen.
De prijs wordt uitgereikt in verschillende categorieën, die van jaar tot jaar verschillen.
De bezoekers van TV Land's website kunnen zelf inbreng hebben in de resultaten en kunnen er stemmen op hun favorieten.

## Gastheren
| Jaar | Gastheer               |
| ---- | ---------------------- |
| 2003 | John Ritter            |
| 2004 | Brad Garrett           |
| 2005 | Cedric The Entertainer |
| 2006 | Megan Mullally         |
| 2007 | Kelly Ripa             |
| 2008 | Vanessa L. Williams    |
| 2009 | Neil Patrick Harris    |
| 2010 | Tim Allen              |
| 2011 | geen                   |
| 2012 | Kelly Ripa             |